# Nae Bădulescu
Nicolae Bădulescu, detto Nae (1923 – ...), è stato un cestista e pallamanista rumeno.

## Carriera
Con la Romania ha disputato i Campionati europei del 1947.